# Публій Меммій Регул
Пу́блій Ме́ммій Ре́гул (лат. Publius Memmius Regulus; 10 рік до н. е. — 61 рік н. е.) — політичний та військовий діяч ранньої Римської імперії, консул-суффект 31 року. Володів великим впливом, душевною стійкістю та гарною вдачею, демонстрував незмінну лояльність імператорам й користувався їхньою повагою. У старості відійшов від справ.

## Життєпис
Походив з плебейського та небагатого роду Мемміїв з області Русцона, що у Нарбонській Галлії. Син Публія Меммія. Замолоду обіймав посаду квестора Тиберія — вже тоді завоював його довіру, потім був претором. У 38 році Регул увійшов до колегії арвальських братів, також з 37 року став членом колегій септемвірів епулонів та августалів.
31 року Публій Регул став консулом-суфектом. На цій посаді під час придушення змови Сеяна виявив повну лояльність імператору Тиберію. Зокрема, керував засіданням сенату, на якому Сеян був узятий під варту, а потім особисто супроводжував останнього до в'язниці. Цього ж дня скликав друге засідання сенату, на якому Сеяну було винесено смертний вирок. Після страти Сеяна, Регула викликав Тиберій на о. Капрі, щоб той забезпечив його безпеку під час поїздки до Риму. Однак Тиберій з якихось причин змінив рішення та відмовився його прийняти. Наприкінці року колега Регула Луцій Фульциній Тріон, який був вороже до нього налаштований, звинуватив Меммія у тому, що той недостатньо активно переслідує співучасників Сеяна. У відповідь сам Регул звинуватив Тріона у пособництві Сеяну. Склавши консульські повноваження, обидва суперники припинили взаємні нападки, однак у 32 році Гатерій Агріппа зажадав розслідування звинувачень, які вони висунули один одному. Проте консуляр Квінт Санквіній Максим переконав сенат не давати ходу справі.
У 35 році Регул був призначений легатом Македонії, Ахаї та Мезії. Він обіймав цю посаду близько 10 років. На цій посаді був в провінціях дуже популярним і був ушанований безліччю статуй та почесних написів. Вдруге був одружений з Лоллією Пауліною, але у 37 році розлучився з нею на вимогу імператора Калігули, який сам бажав одружитися з Лоллією. У зв'язку з цим Регул змушений був приїхати з провінції і перебувати у Римі з травня 38 року по лютий 39 року. У 40 році Публій Меммій отримав від Калігули доручення перевезти до Риму статую Зевса роботи Фідія, але з благочестя, або побоюючись пошкодити скульптуру відмовився виконати наказ, за що був би страчений, якби не вбивство Калігули.
З 47 до 48 року як проконсул керував провінцією Азія. З часу свого повернення до Риму відійшов від державницьких справ.

## Родина
1. Дружина (ім'я невідоме)
Діти:
- Гай Меммій Регул, консул 63 року.

2. Дружина — Лоллія Пауліна